# Schizopelma sorkini
Schizopelma sorkini är en spindelart som beskrevs av Smith 1995. Schizopelma sorkini ingår i släktet Schizopelma och familjen fågelspindlar. Inga underarter finns listade i Catalogue of Life.